# Україна на зимовій Універсіаді 2017
Україна на XXVIII Всесвітній зимовій Універсіаді в Алмати (Казахстан) була представлена 59 спортсменами у 10 видах спорту з 12, які вибороли 9 медалей та посіли 10-е загальнокомандне місце серед 26 країн світу, які вибороли медалі та 55 країн загалом.

## Урочисті проводи
24 січня 2017 року було організовано урочисті проводи студентської збірної команди України. Вони проходили в столичному аеропорту «Бориспіль». Керівником офіційної делегації збірної команди України було призначено голову Комітету з фізичного виховання та спорту МОН України Вадима Стеценка.
Перед спортсменами виступили президент Національного олімпійського комітету, Олімпійський чемпіон Сергій Бубка та президент Спортивної студентської спілки України Василь Кремінь.
Перший заступник Міністра освіти і науки України Володимир Ковтунець зачитав вітального листа Прем'єр-міністра України Володимира Гройсмана

## Медалісти
| Медаль | Спортсмен                                             | Вид спорту      | Дисципліна                     | Дата     |
| ------ | ----------------------------------------------------- | --------------- | ------------------------------ | -------- |
| Золото | Надія Бєлкіна                                         | Біатлон         | Гонка переслідування           | 3 лютого |
| Золото | Олександра Назарова та Максим Нікітін                 | Фігурне катання | спортивні танці на льоду       | 4 лютого |
| Срібло | Аннамарі Данча                                        | Сноуборд        | Паралельний гігантський слалом | 30 січня |
| Срібло | Яна Бондар                                            | Біатлон         | Спринт на 7,5 км               | 2 лютого |
| Срібло | Яна Бондар                                            | Біатлон         | Масовий старт на 12,5 км       | 7 лютого |
| Бронза | Олександр Белінський                                  | Сноуборд        | Паралельний гігантський слалом | 30 січня |
| Бронза | Надія Бєлкіна                                         | Біатлон         | Індивідуальна гонка на 15 км   | 31 січня |
| Бронза | Олександр Белінський                                  | Сноуборд        | Гігантський слалом             | 31 січня |
| Бронза | Надія Бєлкіна, Яна Бондар, Максим Івко, Артем Тищенко | Біатлон         | Змішана естафета               | 5 лютого |

Умовні позначення:
-  — золоті медалі;
-  — срібні медалі;
-  — бронзові медалі.

| Медалі по дням | Медалі по дням | Медалі по дням | Медалі по дням | Медалі по дням | Медалі по дням |
| -------------- | -------------- | -------------- | -------------- | -------------- | -------------- |
| День           | Число          | 1              | 2              | 3              | Total          |
| 1              | 30 січня       | 0              | 1              | 1              | 2              |
| 2              | 31 січня       | 0              | 0              | 2              | 2              |
| 3              | 1 лютого       | 0              | 0              | 0              | 0              |
| 4              | 2 лютого       | 0              | 1              | 0              | 1              |
| 5              | 3 лютого       | 1              | 0              | 0              | 1              |
| 6              | 4 лютого       | 1              | 0              | 0              | 1              |
| 7              | 5 лютого       | 0              | 0              | 1              | 1              |
| 8              | 6 лютого       | 0              | 0              | 0              | 0              |
| 9              | 7 лютого       | 0              | 1              | 0              | 1              |
| 10             | 8 лютого       | 0              | 0              | 0              | 0              |
| РАЗОМ          | РАЗОМ          | 2              | 3              | 4              | 9              |

Медалі за видами спорту
| Місце    | Країна          | Золото | Срібло | Бронза | Загалом |
| -------- | --------------- | ------ | ------ | ------ | ------- |
| 1        | Біатлон         | 1      | 2      | 2      | 5       |
| 2        | Фігурне катання | 1      | 0      | 0      | 1       |
| 3        | Сноубординг     | 0      | 1      | 2      | 3       |
| Підсумок | Підсумок        | 2      | 3      | 4      | 9       |

## Учасники
| Спорт               | Чоловіки | Жінки | Всього |
| ------------------- | -------- | ----- | ------ |
| Біатлон             | 7        | 6     | 13     |
| Гірськолижний спорт | 5        | 1     | 6      |
| Ковзанярський спорт | 0        | 2     | 2      |
| Лижне двоборство    | 3        | 0     | 3      |
| Лижні перегони      | 8        | 6     | 14     |
| Сноубординг         | 4        | 2     | 6      |
| Стрибки з трампліна | 4        | 0     | 4      |
| Фігурне катання     | 3        | 1     | 4      |
| Фристайл            | 4        | 1     | 5      |
| Шорт-трек           | 1        | 3     | 4      |
| Всього              | 37       | 22    | 59     |

Біатлон
Надія Бєлкіна, Яна Бондар, Юлія Бригинець, Ганна Ситник, Андрій Доценко, Юлія Журавок, Дмитро Ігнатьєв, Максим Івко, Ольга Стефанішин, Марія Кручова, Антон Мигда, Олександр Мор'єв, Яна Пустовалова, Дмитро Русинов, Артем Тищенко, Руслан Ткаленко.
Гірськолижний спорт
Ігор Гам, Тарас Ковбаснюк, Андрій Марійчин, Марія Пономаренко, Левко Цибеленко
Ковзанярський спорт
Єлизавета Білозерська, Ольга Гришина.
Лижне двоборство
Руслан Баланда, Валерій Морозов, Віктор Пасічник.
Лижні перегони
Дмитро Драгун, Владислав Копилов, Олексій Красовський, Владислав Литвин, Володимир Лозарак, Дарина Мазур, Андрій Марченко, Марія Насико, Вікторія Олех, Юлія Тарасенко, Олександр Челенко, Костянтин Яременко, Оксана Сігеті, Ірина Соловей.
Сноубординг
Роман Александровський, Олександр Белінський, Тарас Бігус, Євгеній Гулій, Аннамарі Данча, Тетяна Копчак.
Стрибки на лижах з трампліна
Іван Зеленчук, Андрій Климчук, Ігор Якіб'юк, Віталій Додюк.

### Фігурне катання
Спортсменів — 4
| Спортсмени                           | Змагання                  | Коротка програма/ короткий танець | Коротка програма/ короткий танець | Довільна програма/ довільний танець | Довільна програма/ довільний танець | Усього    | Усього |
| Спортсмени                           | Змагання                  | Результат                         | Місце                             | Результат                           | Місце                               | Результат | Місце  |
| ------------------------------------ | ------------------------- | --------------------------------- | --------------------------------- | ----------------------------------- | ----------------------------------- | --------- | ------ |
| Олександра Назарова / Максим Нікітін | Танці на льоду            | 64.12                             | 1                                 | 101.50                              | 1                                   | 165.62    | 1      |
| Іван Павлов                          | Чоловіче одиночне катання | 67.27                             | 12                                | 133.17                              | 14                                  | 200.44    | 15     |
| Владислав Піхович                    | Чоловіче одиночне катання | 40.02                             | 34                                | Завершив виступ                     | Завершив виступ                     | 40.02     | 34     |

Фристайл
Андрій Лебедик, Олег Масира, Тетяна Петрова.
Шорт-трек
Микита Неміро, Марія Долгополова, Юлія Кромідо, Марія-Магдалена Узакова.

## Кількість учасників і завойованих медалей серед територій України
| Територія         | Учасників | Медалі | Медалі | Медалі | Всього |
| Територія         | Учасників | 1      | 2      | 3      |        |
| ----------------- | --------- | ------ | ------ | ------ | ------ |
| Харківська        |           | 1      | -      | 2      | 3      |
| Київська          |           | -      | 2      | 1      | 3      |
| Закарпатська      | 3         | -      | 1      | -      | 1      |
| Сумська           |           |        |        | 1      | 1      |
| Чернігівська      |           | -      | -      | 1      | 1      |
| м. Київ           |           | -      | -      | -      |        |
| Тернопільська     |           |        |        |        |        |
| Івано-Франківська | -         | -      | -      | -      |        |
| Дніпропетровська  | 1         | -      | -      | -      |        |
| Львівська         | 2         | -      | -      | -      |        |
| Всього            |           | 1      | 3      | 5      | 9      |

Кількість учасників і завойованих медалей серед вищих навчальних закладів України
| Навчальний заклад                                                       | Учасників | Медалі | Медалі | Медалі | Всього |
| Навчальний заклад                                                       | Учасників | 1      | 2      | 3      |        |
| ----------------------------------------------------------------------- | --------- | ------ | ------ | ------ | ------ |
| Харківська державна академія фізичної культури                          | 8         | 2      | 0      | 2      | 4      |
| Національний університет фізичного виховання і спорту України           | 8         | 1      | 0      | 2      | 3      |
| Національний університет державної податкової служби України            | 1         | 0      | 2      | 1      | 3      |
| Чернігівський національний педагогічний університет ім. Т.Г. Шевченка   | 7         | 0      | 0      | 2      | 2      |
| Львівський державний університет фізичної культури                      | 8         | 0      | 1      | 0      | 1      |
| Сумський державний педагогічний університет                             | 5         | -      | -      | -      |        |
| Тернопільський національний економічний університет                     | 5         | -      | -      | -      |        |
| Ужгородський національний університет                                   | 5         | -      | -      | -      |        |
| Прикарпатський національний університет                                 | 5         | -      | -      | -      |        |
| Сумський державний університет                                          | 4         |        |        |        |        |
| Глухівський національний педагогічний університет                       | 1         | -      | -      | -      |        |
| Університет митної справи та фінансів                                   | 1         | -      | -      | -      |        |
| Національний медичний університет імені О. О. Богомольця                | 1         | -      | -      | -      |        |
| Тернопільський національний технічний університет ім. Івана Пулюя       | 1         | -      | -      | -      |        |
| Національний технічний університет "Харківський політехнічний інститут" | 1         | -      | -      | -      |        |
| Всього                                                                  | 59        | 3      | 3      | 7      | 13     |